# عطرساز

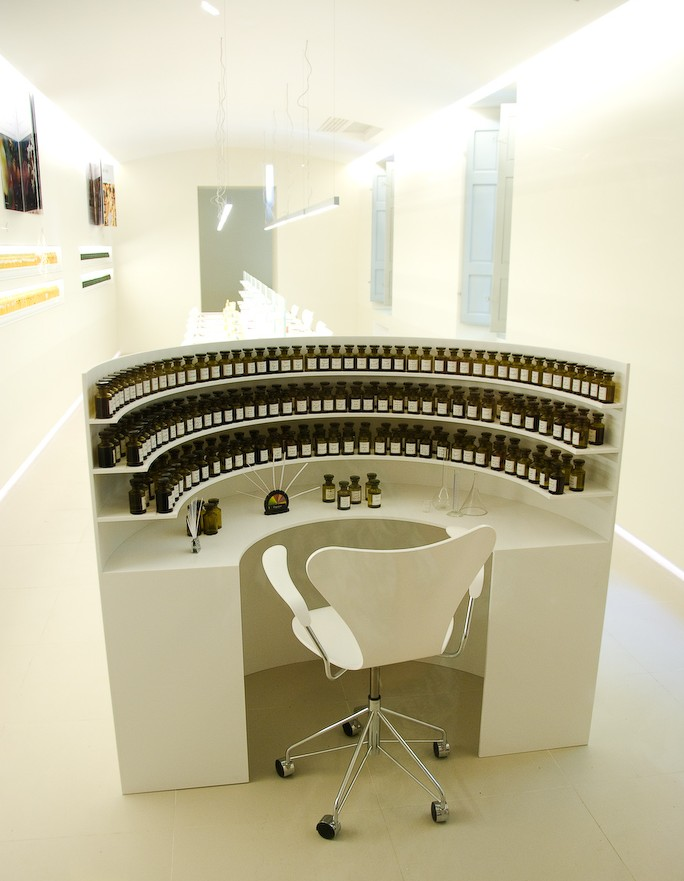
A mockup of a perfume organ (lacks a weighing scale). The organ is traditionally where a perfumer works on the composition of various perfumes, however the weighing and blending of perfume samples are now mainly done by technicians in larger flavour and fragrance companies.

عطرساز یک متخصص در ساخت و ترکیب رایحه‌های مختلف برای تهیه و تولید عطر است. بیشتر این افراد به دلیل حس بویایی قوی یا مهارت در تولید ترکیبات بویایی به این شغل دست پیدا می‌کنند.